# Kościół Narodzenia Najświętszej Marii Panny w Zielonkach
Kościół pw. Narodzenia Najświętszej Marii Panny w Zielonkach – zabytkowy rzymskokatolicki, kościół parafialny znajdujący się w Zielonkach, w powiecie krakowskim.
Kościół wraz z otoczeniem został wpisany do rejestru zabytków nieruchomych województwa małopolskiego.

## Historia
Kościół zbudowany w latach około 1524–1538 w miejscu starszego pochodzącego z przełomu XIII i XIV wieku.
Zakrystia – według pamiątkowego napisu nad wejściem – wybudowana w 1524 roku. Prezbiterium wzniesione w 1533 r. przez muratora krakowskiego Jakuba Żura i kamieniarza Kaspra Simona. Nawa wybudowana w 1538 r. przez muratorów: Jana Kapinosa i Jana Bocheńczyka. W trakcie odnowienia w 1889 r. dobudowano pięterko nad zakrystią i strop płaski nawy. W 1947 r. po stronie północnej wyburzono gotyckie wejście boczne i w 1948 dobudowano kaplicę na planie kwadratu według projektu architekta Stefana Świszczowskiego. W 1966 r. dobudowano po stronie zachodniej nowe modernistyczne, trzykondygnacyjne wejście, według projektu architekta Antoniego Mazura. Pierwszy poziom pełni rolę kruchty, drugi miejsce dla chóru z nowymi, trzydziestojednogłosowymi organami firmy Tadeusza Rajkowskiego z Włocławka, a całość jest zwieńczona ażurową dzwonnicą w kształcie stalowego trójnogu, triangułu zakończonego krzyżem . Zawieszone są tam trzy dzwony: najmniejszy nosi imię Archanioła Gabriela, średni świętego Wojciecha, a największy Matki Boskiej Częstochowskiej .

## Architektura
Budowla murowana, jednonawowa, oszkarpowana, orientowana, w stylu późnogotyckim z elementami renesansowymi. Prezbiterium węższe od korpusu, zamknięte trójbocznie, przekryte sklepieniem krzyżowo-żebrowym. Nawa przekryta stropem płaskim. Kaplica na rzucie kwadratu z dachem łamanym. Na dachu barokowa sygnaturka.

## Wystrój i wyposażenie

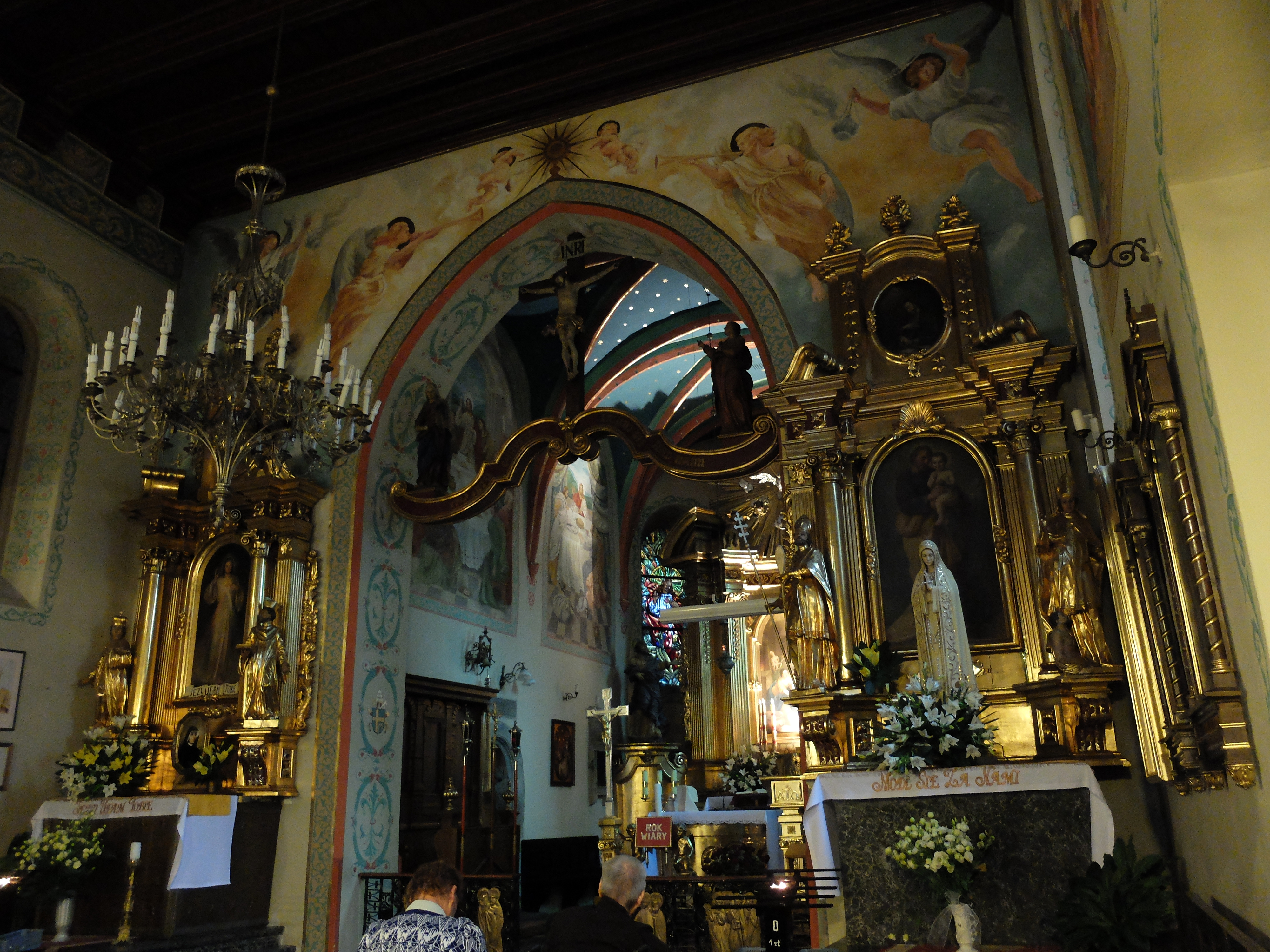
Wnętrze świątyni

- Cyborium z rzeźbiarskimi dekoracjami podobnymi do odrzwi zamku wawelskiego[6];
- renesansowy portal do zakrystii[2];
- po stronie południowej portal ostrołukowy z dekoracją renesansową[2];
- tabernakulum ścienne, kamienne, renesansowe z 1533 autorstwa Kaspra Simona z warsztatu Simona Florentczyka[7][2];
- fragmenty polichromii z XVI wieku i z 1758 roku autorstwa Andrzeja Radwańskiego[2];
- ołtarz główny barokowy z posągami autorstwa snycerza Antoniego Frąckiewicza[2];
- obraz Narodzenie Najświętszej Marii Panny z I połowy XVIII wieku[2];
- ołtarzyk polowy – wykonany w Szkocji – w kształcie tryptyku z obrazem Matki Bożej Częstochowskiej z 1941 roku, ofiarowany w 1950 przez żołnierzy Armii Polskiej na Zachodzie[2];
- kadzielnica manierystyczna z 1624 roku, ufundowana przez ks. Jana Augusta Rybkowicza[2];
- łódka na kadzidło z I połowy XVII wieku[2];
- ornat z haftem z przełomu XVII i XVIII wieku[2];
- dzwon odlany przez Marcina Stefkowicza z 1616 roku[2].

## Otoczenie
- Drewniana kapliczka z XIX wieku z ludową rzeźbą Matki Bożej z Dzieciątkiem[2];
- wysoka kamienna figura z 1636 roku – zwana „Na Rozdziałowskim" – zwieńczona latarnią, z Pietą. Fundatorem było mieszczańskie małżeństwo Andrzeja i Zofii Pawlikowic[2].